# Черна жътва
„Черна жътва“ (на английски: The Reaping) е американски свръхестествен филм на ужасите от 2007 г. на режисьора Стивън Хопкинс, с участието на Хилари Суонк. Музиката е композирана от Джон Фрицел. Филмът е продуциран от Village Roadshow Pictures и Dark Castle Entertainment и е разпространен от Warner Bros. Pictures.